# Erato (nimf)
Erato (Grieks: Ἐρατώ) is  een van de nimfen die de god Hermes verzorgden op de berg Nysa, waarna zij als beloning door Zeus aan de hemel werden gezet als het sterrenbeeld de Hyaden. De andere nimfen waren Nysa, Makris, Bromie en Bakche.
Erato is ook de naam van een van de negen muzen.